# NK Mladost Golinci
NK Mladost je nogometni klub iz Golinaca, naselja u sastavu grada Donjeg Miholjca u Osječko-baranjskoj županiji.
NK Mladost je član Nogometnog središta Donji Miholjac, te Županijskog nogometnog saveza Osječko-baranjske županije.
Trenutno se klub nalazi u statusu mirovanja od 2017. godine.

## Uspjesi kluba
- 1981./82., 1989./90., 1992./.93. – prvaci općinske lige Donji Miholjac
- 1995./96., 2011./12. i 2015./16. –  prvaci 3. ŽNL NS D. Miholjac

## Vanjska poveznice
- http://www.donjimiholjac.hr/sportske-udruge